# Karkopf (Alpi del Chiemgau)
Il Karkopf è una montagna di 1 510 m delle Alpi del Chiemgau, sottogruppo di Hochries (Riesenberg 1 450 m, Spielberg 1 440 m, Feichteneck 1 514 m, Abereck 1 461 m, Heuraffelkopf 1 504 m, Predigtstuhl 1 469 m, Klausenberg 1 554 m) sito in Austria (Tirolo) nel Distretto di Kufstein. prossimo al confine di Stato tra la Germania (Baviera), circondario di Rosenheim.

## Descrizione geografica
Le Alpi del Chiemgau fanno parte delle Alpi calcaree settentrionali e prendono il nome dal Chiemgau, la regione attorno al lago Chiemsee nella Baviera sud-orientale, in Germania. Il lago Chiemsee è situato a nord delle montagne ed è famoso principalmente per il castello reale di Herrenchiemsee, costruito dal re Ludovico II nel XIX secolo e situato sull'isola omonima. La cima più alta delle Alpi del Chiemgau è il Sonntagshorn, 1 961 m situato nella parte orientale dell'area. L'intera area, tuttavia, è una regione montuosa ben nota, popolare e quindi affollata. La maggior parte delle Alpi del Chiemgau appartiene alla Germania, alla Baviera e il Geigelstein (1 808 m) è la seconda vetta più alta delle Alpi del Chiemgau in territorio bavarese ed è noto anche come "Montagna dei fiori" per la sua ampia vista, mentre una parte minore si trova in Austria, divisa tra le contee del Tirolo e di Salisburgo. Le zone montuose adiacenti sono: a ovest le Alpi Bavaresi, chiamate anche Prealpi Bavaresi; a sud-ovest Kaisergebirge, a sud-est delle Alpi Loferer e Leoganger; a est le Alpi di Berchtesgaden. Le vette escursionistiche più apprezzate sono il Sonntagshorn, il Kampenwand, il Geigelstein, l'Hochgern, l'Hochfelln, il Rauschberg e l'Hochstaufen. Le arrampicate alpine possono essere effettuate al Kampenwand, all'Hörndlwand e Steinplatte. Le aree sciistiche più apprezzate sono la regione Waidring–Lofe –Steinplatte e il comprensorio sciistico Kampenwand.

## Accesso
Dalla Baviera l'Hochrieshütte (1 569 m) è un grande rifugio alpino adatto alle famiglie nelle Alpi del Chiemgau, nel distretto di Rosenheim. Si trova sulla cima dell'Hochries, sopra la cittadina di Grainbach. Il rifugio è una tappa molto apprezzata soprattutto dagli amanti del parapendio e degli escursionisti, che da qui partono per escursioni verso le vette circostanti, come il Karkopf o il Feichteck. Dalla parte austriaca è accessibile partendo da Kössen fino alla località Staffen e al parcheggio "Edernalm", da qui con una salita di circa 2 ore e mezza si raggiunge la cima. Dal parcheggio escursionistico di Staffen, dietro una sbarra, inizia il sentiero escursionistico verso Wetterfahne, Karalm e Rudersburg. Dopo un po' si lascia la deviazione a destra verso l'incrocio e si resta per tutto il percorso sulla strada forestale. Dopo una grande serpentina (qui si può ammirare per la prima volta la splendida vista sui monti del Kaiser), il sentiero prosegue per un po' verso ovest e infine raggiunge la Naringalm (aperta solo in estate). Dopo 300 metri il sentiero si biforca: si prosegue leggermente in discesa sulla sinistra e al bivio successivo si procede a destra in direzione Karalm. Dopo un quarto d'ora si raggiungono gli alpeggi della Karalm: sulla sinistra si notano alcune malghe, ovvero la Karalm, sopra di esse si ergono il monte Karkopf sulla sinistra e il monte Sandspitze sulla destra. Si abbandona la strada forestale sulla sinistra e ci si dirige verso i pascoli alpini, affrontando una piccola salita intermedia. In alternativa, si resta sul sentiero principale e si raggiunge Karalm attraverso una grande curva a sinistra. Da lì ci si dirige brevemente verso sud per evitare il ripido pendio sopra i rifugi. Poi si gira a destra e si cammina verso nord-ovest lungo la cresta pianeggiante verso la vetta del Monte per un totale di 17,2 chilometri, andata e ritorno con un dislivello di 1 090 metri.

## I casi di omonimia del monte Karkopf
Esistono dieci oronimi Karkopf tra Germania e Austria, la maggior parte nel sottogruppo del Geigenkam nel comune di Umhausen:
- Klockerkarkopf (Vetta d'Italia) 2 912 m
- Fuscherkarkopf (Gruppo del Glockner) 3 331 m
- Karkopf (Alpi Settentrionali di Berchtesgaden) 1 738 m
- Karkopf (Alpi del Chiemgau) 1 510 m
- Karkopf (Monti di Mieming) 2 470 m
- Karkopf (Gruppo del Verwall) 2 948 m
- [[Karkopf Hoher (Alpi Venoste)]] 2 686 m
- Karkopf Mitter 2 588 m (Alpi Venoste)
- Erster Karkopf 2 430 m (Alpi Venoste)
- Karkopf Weiter 2 777 m (Alpi Venoste)[4]